# Tom and Jerry: The Fast and the Furry
Tom and Jerry: The Fast and the Furry (Tom e Jerry: Velozes e Ferozes no Brasil, e Tom e Jerry: Velocidade Peluda em Portugal) é um filme animado estadunidense de 2005, na série Tom and Jerry.

## Sinopse
Tom e Jerry entram em uma competição de carros chamada de A Fabulosa Super Corrida em busca do grande prêmio: uma maravilhosa mansão de sonhos. Pilotando carros envenenados que se adaptam a qualquer superfície (terra, mar ou ar) eles competirão pelo mundo, passando por cidades e locais famosos, deixando caos pelo caminho.
Neste filme, podemos ver uma homenagem ao filme de Alfred Hitchcock, Intriga Internacional: Jerry é perseguido por um avião e ouvimos a banda sonora original do célebre filme.

## Locais por onde a corrida passou
Califórnia, México, Amazônia, Antártica, Austrália e Borneo, além de uma volta ao mundo feita por Tom e Jerry no final da corrida.

## Corredores
- Mãezona (super simpática, abandonou na Areia Movediça, na parte da Amazônia)
- Vovó (dedicada, corria com seu cão, Scooting, mas os dois abandonaram no caminho para Borneo)
- Gotham, o Destruidor de Luz (vindo de Newton, abandonou na parte da Antártica)
- Dr. Professor (usava um motor de anti-matéria, mas foi mandado embora antes da largada por conta do apresentador apertar um botão que não podia)
- Steven Wild (galã da corrida, liderava algumas partes, mas caiu no mar e foi comido por piranhas)
- Tom (trapaceiro como sempre, sobreviveu e foi até o fim)
- Jerry (divertido, também sobreviveu e foi até o fim)

## Outros personagens
- Irvin (trabalhava nos Estúdios Globowaters, responsável pela produção da corrida)
- Sr.Wilbourg (foi quem deu a ideia da corrida)
- Biff Buzzard e Buzz Preston (apresentadores da corrida)
- Chefe Egípcio (presidente fictício de Hollywood, tinha ao seu lado duas garotas)
- Sereia

## Portugal
Em Portugal, o filme foi editado a DVD em 2007, com dobragem portuguesa. Em 2014, o filme foi exibido com a mesma dobragem portuguesa na televisão, pelo Cartoon Network, a seguir a uma sequência de cinco episódios do desenho clássico dos protagonistas.

### Dobragem Portuguesa (DVDeCartoon Network)
- Mãezona: Isabel Ribas
- Vovó: Luísa Salgueiro
- Gotham: Peter Michael
- Steven Wild: Rui Luís Brás
- Irvin: Carlos Freixo
- Sr.Wilbourg: Rui Luís Brás
- Buzz Preston: Paulo Oom
- Direção de dobragens: Carlos Freixo

## Curiosidades
- A corrida iria terminar no México, mas por conta da grande audiência, a prova foi esticada ao longo do filme.
- Devido ao baixo interesse na reta final, os produtores pediram a Tom e Jerry para terminar a corrida em 5 minutos, dando para isso foguetes para eles poderem voar pelo mundo até a Califórnia.
- Os dois terminaram a corrida empatados e deveriam correr de novo, como constava o contrato assinado por eles, mas os dois recusaram e ficaram juntos com a mansão.